# Terme Stabiane

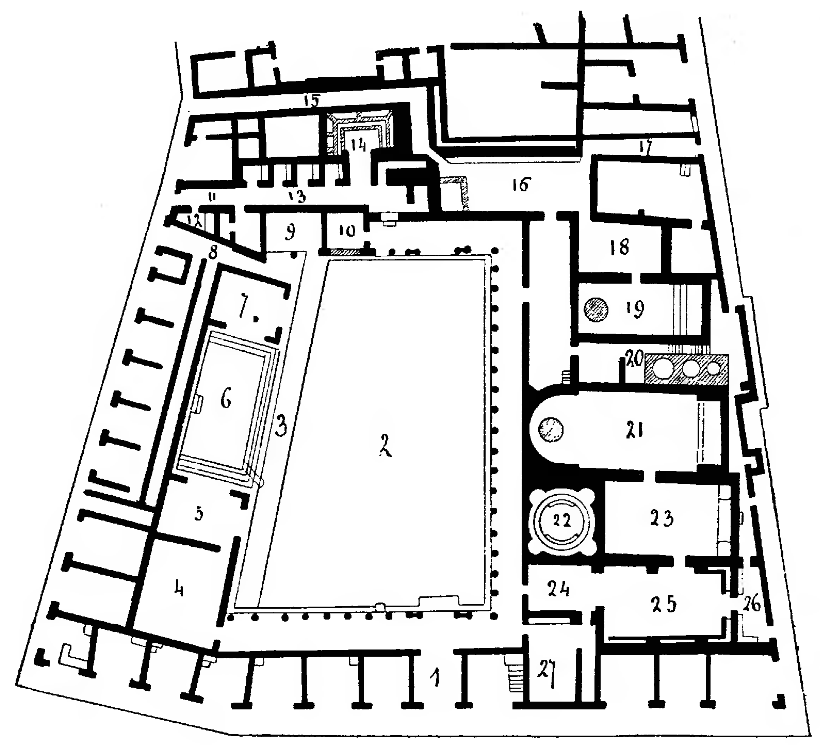
Pianta

Le Terme Stabiane sono un complesso termale di epoca romana, sepolte dall'eruzione del Vesuvio del 79 e ritrovate a seguito degli scavi archeologici dell'antica Pompei: nel suo genere, è l'edificio più antico della città.

## Storia

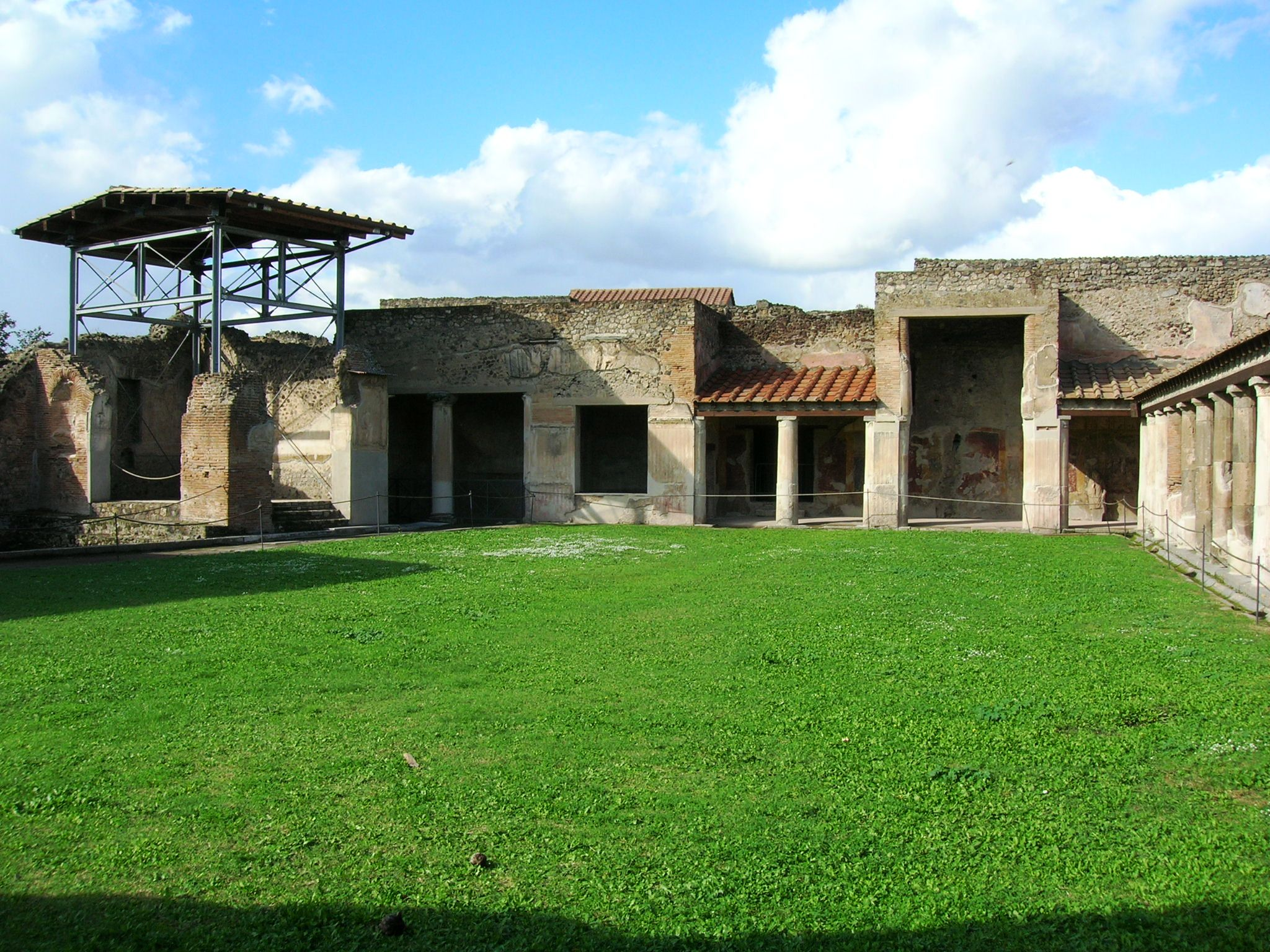
L'interno

Le Terme Stabiane, così denominate in quanto poste all'incrocio tra Via dell'Abbondanza e Via Stabiana, furono costruite intorno al IV-III secolo a.C., in una zona che probabilmente si trovava in periferia prima dell'estensione della città ed adibita ad area cimiteriale, come testimoniato dal ritrovamento di una tomba ad ipogeo. L'edificio subì un notevole ampliamento nel II secolo a.C. e continui restauri negli anni successivi, soprattutto nell'epoca imperiale ed a seguito del terremoto di Pompei del 62; al momento dell'eruzione i lavori di ristrutturazione non erano completati e quindi l'intera struttura non era utilizzata, mentre il periodo intorno all'80 a.C. rappresenta quello di massimo splendore, come descritto da un'epigrafe che così dice:

## Descrizione

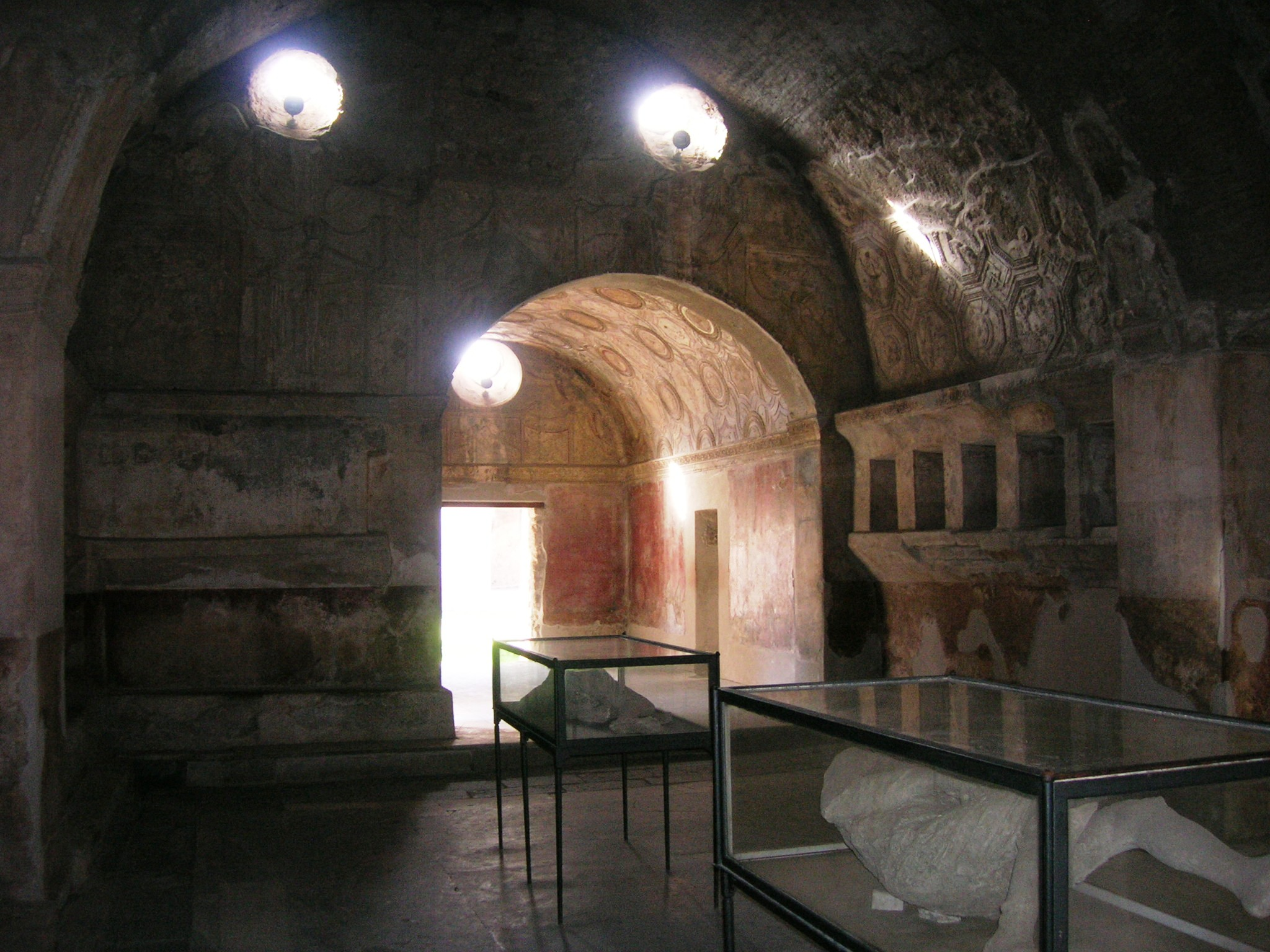
Lo spogliatoio

La struttura si presenta con al centro la palestra porticata a base trapezoidale: le colonne, originariamente dalla forma più esile, furono pesantemente stuccate dopo il sisma del 62. Nella zona orientale sono disposti, divisi per uomini e donne, gli ambienti per il bagno: il frigidarium maschile ha una volta con cupola ad imitazione del cielo, nicchie sulle pareti e raffigurazioni con soggetti marini ed originariamente doveva servire da calidario in quanto si notano dei vani dove venivano posti i bracieri; quello femminile fu costruito posteriormente al maschile. Seguono poi il tepidarium e calidarium, quello maschile di forma absidata, con vasca dedicata alle abluzioni e decorato con un labrum con getto d'acqua tiepida: in questi ambienti la pavimentazione era sostenuta da piccole pile di mattoni, in modo tale che la zona restasse vuota per permettere all'aria calda di circolare e di raggiungere alle stesso modo le intercapedini poste lungo i muri. Le terme erano dotate anche di spogliatoio, quello maschile decorato con amorini, trofei d'armi e figure del corteo bacchico, e una sala per le fornaci, utilizzate per produrre calore; l'intera area femminile non aveva alcun collegamento con la palestra che era riservata esclusivamente agli uomini.
Nella parte nord è ubicata una latrina, mentre nella zona occidentale è la piscina, contornata da due vasche più piccole utilizzate dagli atleti per lavarsi e detergersi: a dividere la zona della natatio dal resto della palestra un basso muretto interamente stuccato. Nelle vicinanze della piscina si aprono piccole stanze probabilmente riservate ai giovani, mentre altre avevano diverse funzionalità, come una, finemente decorata, utilizzata dal sovrintendente delle terme e un'altra invece utilizzata come sferisterio, ossia per giochi con la palla. La maggior parte delle decorazioni si sono conservate all'ingresso, costituito da colonne e portali in tufo e nella palestra: si tratta di stucchi in quarto stile, realizzati in calce e calcite, in quanto più resistenti all'umidità; le principali decorazioni del portico raffigurano Giove seduto con in mano uno scettro, Dedalo che forgia le ali per Icaro ed Hylas con le ninfe.